# FIDIC
Mezinárodní federace konzultačních inženýrů (běžně známá jako FIDIC, zkratka francouzského názvu Fédération Internationale Des Ingénieurs-Conseils) je mezinárodní normalizační organizace pro konzultační inženýrství a stavebnictví, která je nejznámější díky publikování sad smluvních šablon FIDIC. Francouzský název FIDICu svědčí o jeho založení v roce 1913 třemi zcela nebo částečně frankofonními zeměmi – Belgií, Francií a Švýcarskem. K roku 2018 měl FIDIC členy ve 104 zemích světa. 

## Služby
FIDIC sídlí v Ženevě ve Švýcarsku a jeho cílem je zastupovat globálně zájmy firem / inženýrů dodávajících technologické služby pro vystavěné a přirozené prostředí. FIDIC, provozovaný většinou dobrovolníky, je dobře známý pro práci na definování smluvních podmínek pro stavební průmysl po celém světě. Společnosti a organizace patřící do národních asociací FIDIC jsou podporovány v tom, aby se označovaly za členy FIDIC a používaly logo FIDIC. Používání loga je přísně kontrolováno a všechny produkty a služby FIDIC jsou chráněny ochrannou známkou FIDIC.

## Dějiny
Na úvodním zasedání v průběhu Světové výstavy v Gentu, v Belgii v červenci 1913 se sešlo 59 účastníků, jejichž cílem bylo projednání možnosti vytvoření globální federace konzultačních inženýrů. Z toho 19 oficiálních delegátů bylo z USA, Belgie, Dánska, Francie, Německa, Nizozemska a Švýcarska, zbytek pochází z Rakouska-Uherska, Kanady, Ruska a Velké Británie.
Setkání vedlo k formálnímu ustavení FIDIC dne 22. července 1913. Některé země však během prvních několika let udržovaly s organizací pouze formální vazby.
Zakládajícími členy FIDIC byly Belgie, Francie a Švýcarsko. FIDIC nebyl až do konce čtyřicátých let příliš úspěšnou organizací a počet členů značně kolísal. Všichni členové v této době byli z Evropy. V roce 1959 se k nim připojila Austrálie, Kanada, Jihoafrická republika a USA, aby vytvořily mezinárodní FIDIC. První členské asociace ze zemí globálního Jihu se připojily v roce 1965 (Střední Afrika, nyní Malawi, Zambie a Zimbabwe) a v roce 1967 se připojila Kolumbie.

## Činnosti
FIDIC pořádá semináře a školicí kurzy World Consulting Engineering Conference. Velmi populární je mezi profesionály příručka FIDIC Guide to Practice-the business of a professional services firm. FIDIC také provozuje knihkupectví a publikuje mezinárodní smlouvy a dokumenty obchodní praxe, které se používají jako průvodci a šablony po celém světě.

## Vedení
V březnu 2018 bylo oznámeno, že Er.Ing. Nelson Ogunshakin byl jmenován novým generálním ředitelem FIDIC. Měl nahradit předcházejícího generálního ředitele Er.Ing. Enrica Vinka. 